# Silene tibetica
Silene tibetica är en nejlikväxtart som beskrevs av Lidén och Oxelman. Silene tibetica ingår i släktet glimmar, och familjen nejlikväxter. Inga underarter finns listade i Catalogue of Life.